# Cortarredes submarino

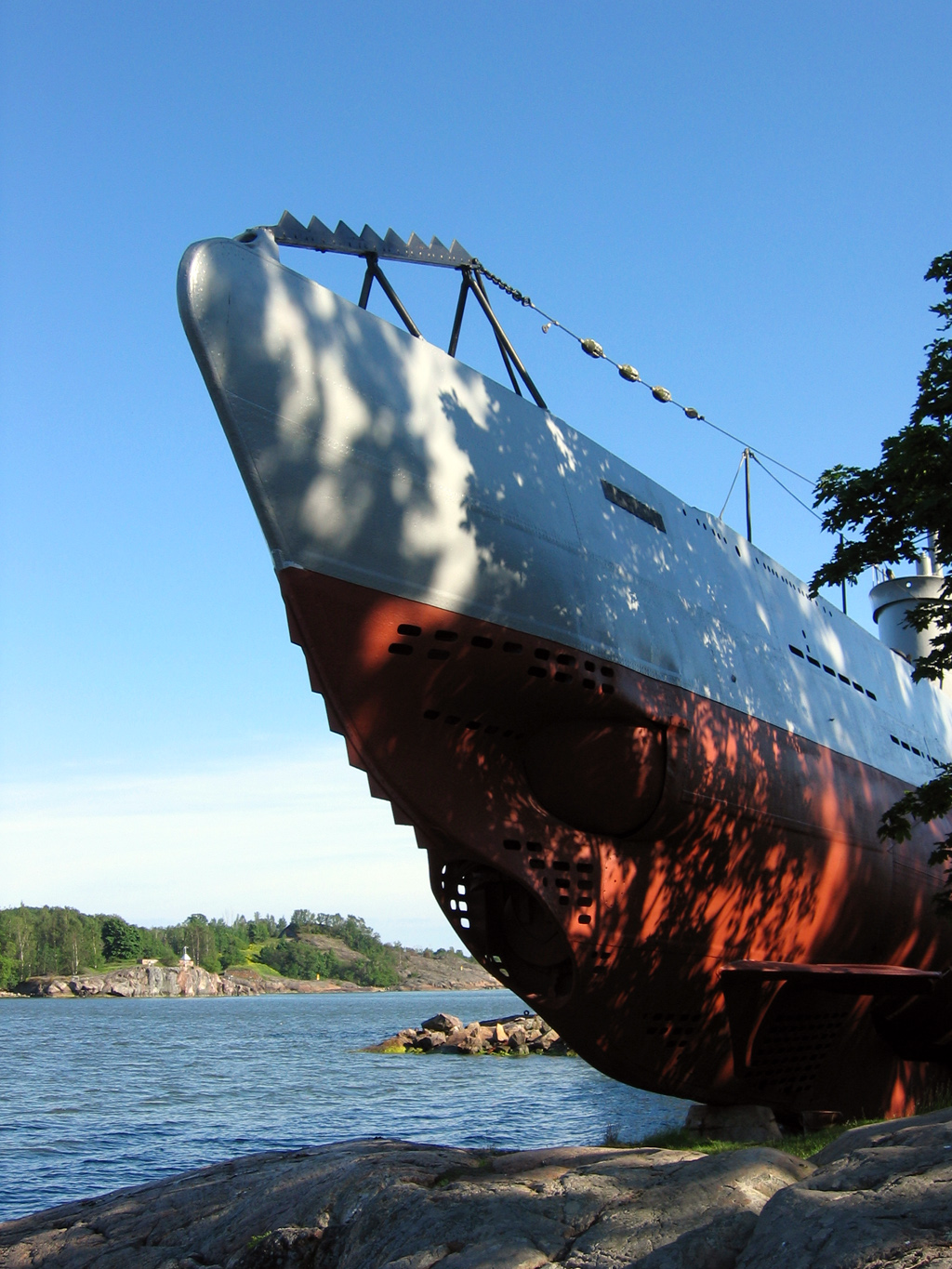
Submarino Vesikko en el Museo de Helsinki, Finlandia.

Un cortarredes submarino es un dispositivo con dientes de sierra montado en la proa de algunas embarcaciones submarinas y utilizado como ariete servía para atravesar Redes Antisubmarinos cortándolas. Algunos de estos corta redes estaban reforzados además con explosivos.